# Jamaicai labdarúgó-bajnokság (első osztály)
A National Premier League a jamaicai labdarúgó-bajnokságok legfelsőbb osztályának elnevezése. 1973-ban alapították, és 12 csapat részvételével zajlik. 
Az alapszakaszban összesen háromszor találkoznak egymással a csapatok és így jön össze a 33 mérkőzés. Ezután ketté válik a mezőny, az első hat a felsőházban, az utolsó hat pedig az alsóházban folytatja. Mindkét csoportban már csak egy alkalommal találkoznak a csapatok. A felsőház első helyén végző együttes szerzi meg a bajnoki címet, míg az alsóház utolsó 2 a rájátszásban folytatja, ahol a négy másodosztályú bajnokkal találkozik.
A bajnok a CONCACAF-bajnokok ligájában és a CFU-bajnokságban indulhat. 

## A 2012–13-as bajnokság résztvevői
- Arnett Gardens FC
- Boys' Town FC
- Cavalier FC
- Harbour View FC
- Highgate United
- Humble Lions FC
- Portmore United FC (címvédő)
- Montego Bay United FC
- Savannah SC
- Sporting Central Academy
- Tivoli Gardens FC
- Waterhouse FC

## Az eddigi bajnokok
| - 1973/74: Santos F.C. - 1974/75: Santos F.C. - 1975/76: Santos F.C. - 1976/77: Santos F.C. - 1977/78: Arnett Gardens F.C. - 1978/79: félbeszakadt - 1979/80: Santos F.C. - 1980/81: Cavaliers F.C. - 1981/82: elmaradt - 1982/83: Tivoli Gardens F.C. - 1983/84: Boys' Town F.C. - 1984/85: Jamaica Defence Force - 1985/86: Boys' Town F.C. | - 1986/87: Seba United F.C. - 1987/88: Wadadah F.C. - 1988/89: Boys' Town F.C. - 1989/90: Reno F.C. - 1990/91: Reno F.C. - 1991/92: Wadadah F.C. - 1992/93: Hazard United F.C. - 1993/94: Violet Kickers F.C. - 1994/95: Reno F.C. - 1995/96: Violet Kickers F.C. - 1996/97: Seba United F.C. - 1997/98: Waterhouse F.C. - 1998/99: Tivoli Gardens F.C. | - 1999/00: Harbour View F.C. - 2000/01: Arnett Gardens F.C. - 2001/02: Arnett Gardens F.C. - 2002/03: Hazard United F.C. - 2003/04: Tivoli Gardens F.C. - 2004/05: Portmore United F.C. - 2005/06: Waterhouse F.C. - 2006/07: Harbour View F.C. - 2007/08: Portmore United F.C. - 2008/09: Tivoli Gardens F.C. - 2009/10: Harbour View F.C. - 2010/11: Tivoli Gardens F.C. - 2011/12: Portmore United F.C. |

Source: RSSSF